# 버글스
버글스(영어: The Buggles; 그들의 앨범 표지에선 The를 생략한다)는 영국의 뉴 웨이브 밴드이다.
1979년 발매된 싱글 〈Video Killed the Radio Star〉가 싱글 차트 정상에 오르면서 명성을 얻게 되었다. 이 곡은 영국의 통산 444번째 넘버 1 싱글로 기록되기도 했다.

## 음반 목록

### 정규 음반
- 《The Age of Plastic》 (1980년) 영국 #27
- 《Adventures in Modern Recording》 (1981년) (차트에 오르지 못함)

### 싱글
- 〈Video Killed the Radio Star〉 (1979년) 영국 #1
- 〈The Age of Plastic〉 (1980년) 영국 #16
- 〈Clean Clean〉 (1980년) 영국 #38
- 〈Elstree〉 (1980년) 영국 #55
- 〈Adventures in Modern Recording〉 (1980년) (차트에 오르지 못함)
- 〈On TV〉 (1982년) (차트에 오르지 못함)